# Pseudalosterna extrema
Pseudalosterna extrema là một loài bọ cánh cứng trong họ Cerambycidae.